# Falsomesosella albofasciata
Falsomesosella albofasciata är en skalbaggsart som beskrevs av Maurice Pic 1925. Falsomesosella albofasciata ingår i släktet Falsomesosella och familjen långhorningar. Inga underarter finns listade i Catalogue of Life.